# Cephenemyia pratti
Cephenemyia pratti är en tvåvingeart som beskrevs av Hunter 1916. Cephenemyia pratti ingår i släktet Cephenemyia och familjen styngflugor. Inga underarter finns listade i Catalogue of Life.